# Idaea leucozona
Idaea leucozona là một loài bướm đêm trong họ Geometridae.